# 限時法
限時法（げんじほう）とは、法令の有効期間を定めない恒久法（こうきゅうほう）に対し、サンセット条項により有効期間を定めて立法された法令をいう。時限法（じげんほう）や時限立法（じげんりっぽう）ということもある。
限時法は、一時的・臨時的な政策または対策について制定されることが多いが、一時的・臨時的な法令であっても有効期間の定めがない場合は臨時法（りんじほう）と呼ばれることが多い。
期間の設定については特に定めがなく、政策または対策の期間によって決まるが、有効期間内に終了しなければ有効期間が延長されることがある（中には、期限の規定が削除され、恒久法に切り替わる例もある）。期限の到来によりその法の効力は当然に失効する。
前近代法においては、効果の時間的制約を法律に含める考え方が存在せず、具体的な期限を定めた事例を定めることの方が例外的である。もっぱら、時間の経過に伴って時代に合わなくなった規定が実践されなくなり、運用面においてその法的効果を喪失させることで事実上の無効化（ただし、将来において再発見・甦生する可能性は潜在的に存在する）に至る事例が多かった。

## 限時法の例
- 平成十三年九月十一日のアメリカ合衆国において発生したテロリストによる攻撃等に対応して行われる国際連合憲章の目的達成のための諸外国の活動に対して我が国が実施する措置及び関連する国際連合決議等に基づく人道的措置に関する特別措置法
附則に「この法律は、施行の日から起算して六年を経過した日に、その効力を失う」という条項があり[2]、施行された2001年11月2日から起算した6年後の2007年11月1日に失効した。
- 瀬戸内海環境保全臨時措置法
制定時の附則第4条に「この法律は、施行の日から起算して三年をこえない範囲内において別に法律で定める日にその効力を失う」という規定があり[3]、施行された1973年11月1日[注釈 1]の3年後にあたる1976年11月までに廃止される予定であったが、廃止直前の1976年5月28日に、附則の「三年をこえない」を「五年を超えない」に改正する「瀬戸内海環境保全臨時措置法の一部を改正する法律」（昭和51年法律第35号）が公布・施行された[4]。新たな廃止予定期日である1978年11月が迫ろうとする1978年6月13日、「瀬戸内海環境保全臨時措置法及び水質汚濁防止法の一部を改正する法律」（昭和53年法律第68号）が公布され、附則第1条の「附則第四条及び附則第五条を削る」規定が即日施行された[5]ことで、恒久法となった。また、恒久法となったのに合わせて、「臨時」を「特別」に置き換えた「瀬戸内海環境保全特別措置法」に改められた。